# SC Riessersee
SC Riessersee är en ishockeyklubb från Garmisch-Partenkirchen i Tyskland. Klubben bildades 1920 och spelar sedan 2007 i den tyska andraligan DEL 2. De spelar sina hemmamatcher i den 1934 års byggda Olympia-Eissport-Zentrum som har en kapacitet på drygt 7 000 åskådare.

## Meriter
- Tyska-västtyska mästare: (10) 1927, 1935, 1938, 1941, 1947, 1948, 1950, 1960, 1978, 1981[1]
- Eishockey-Oberliga: 2011

### Fotnoter
1. ↑  ”Germany” (på engelska). AZ Hockey. Arkiverad från originalet den 3 mars 2016. https://web.archive.org/web/20160303193525/http://www.azhockey.com/champs/champsGermany.html. Läst 21 februari 2016.